# フロー・フェスティバル
フロー・フェスティバル（Flow Festival）は、フィンランドのヘルシンキで毎年8月前半に開催される都市型音楽フェスティバル。一般的にはフロー（Flow）と簡略化されて呼ばれる。インディー・ロックからソウル、ジャズ、フォーク、現代的なクラブ・ミュージックまで、フィンランドと海外シーンから様々なアーティストが参加する。

## 概要
フロー・フェスティバルは、フィンランドの音楽プロデューサーTuomas Kallioとヘルシンキを拠点とする音楽集団Nuspirit Helsinkiの仲間たちによって作られた。主催者の目標は、フィンランドの音楽と都市のシーンに新しい何かを提供することだった。10年以上の歴史の中でフローは3つの場所で開催されており、現在はヘルシンキのダウンタウンのすぐ近くにある廃墟となったスヴィラハティ（Suvilahti）発電所とその周辺の工業地帯で行われている。2004年以降は毎年8月の第一週に開催されている。

## ギャラリー

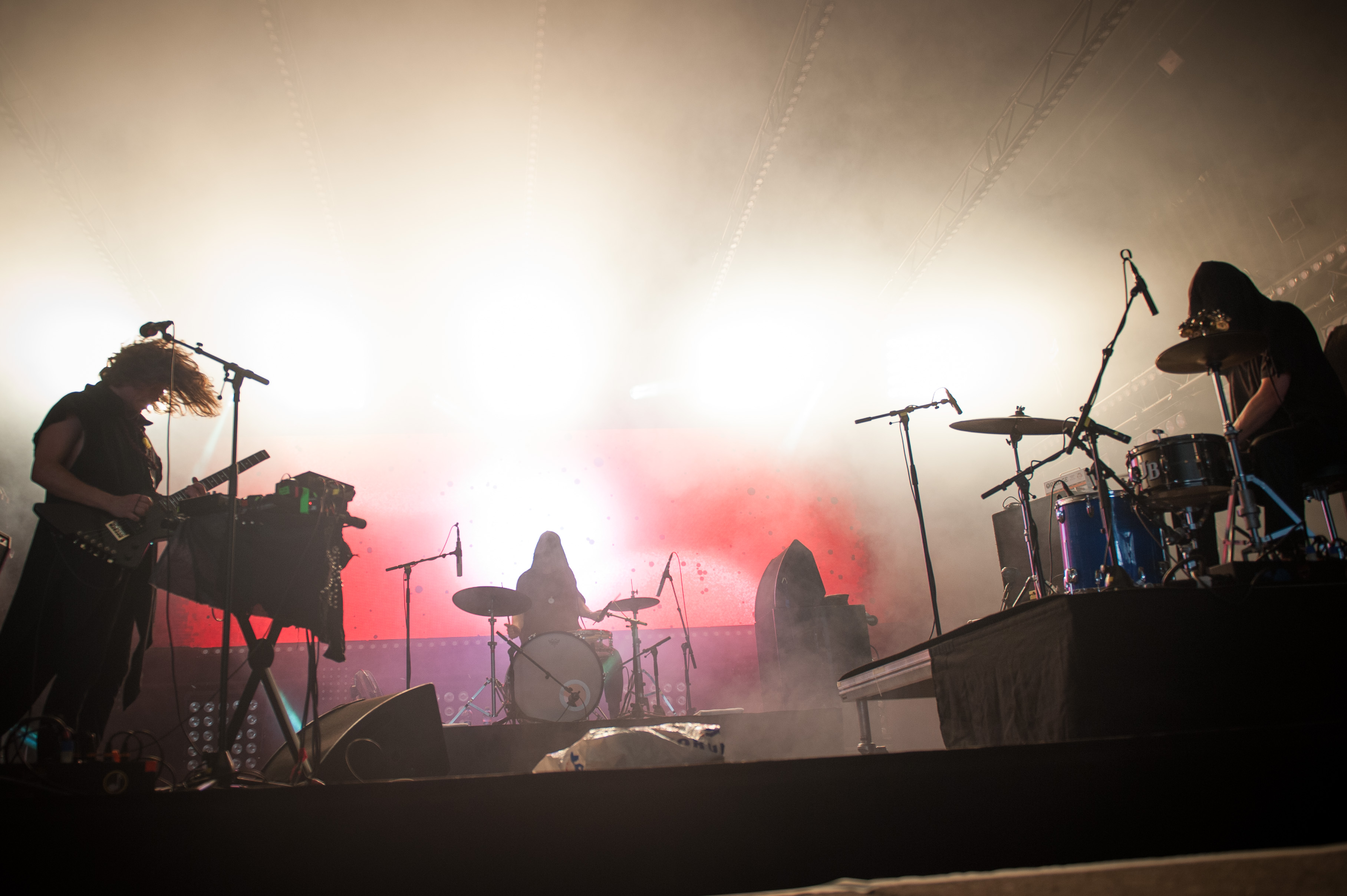
2015
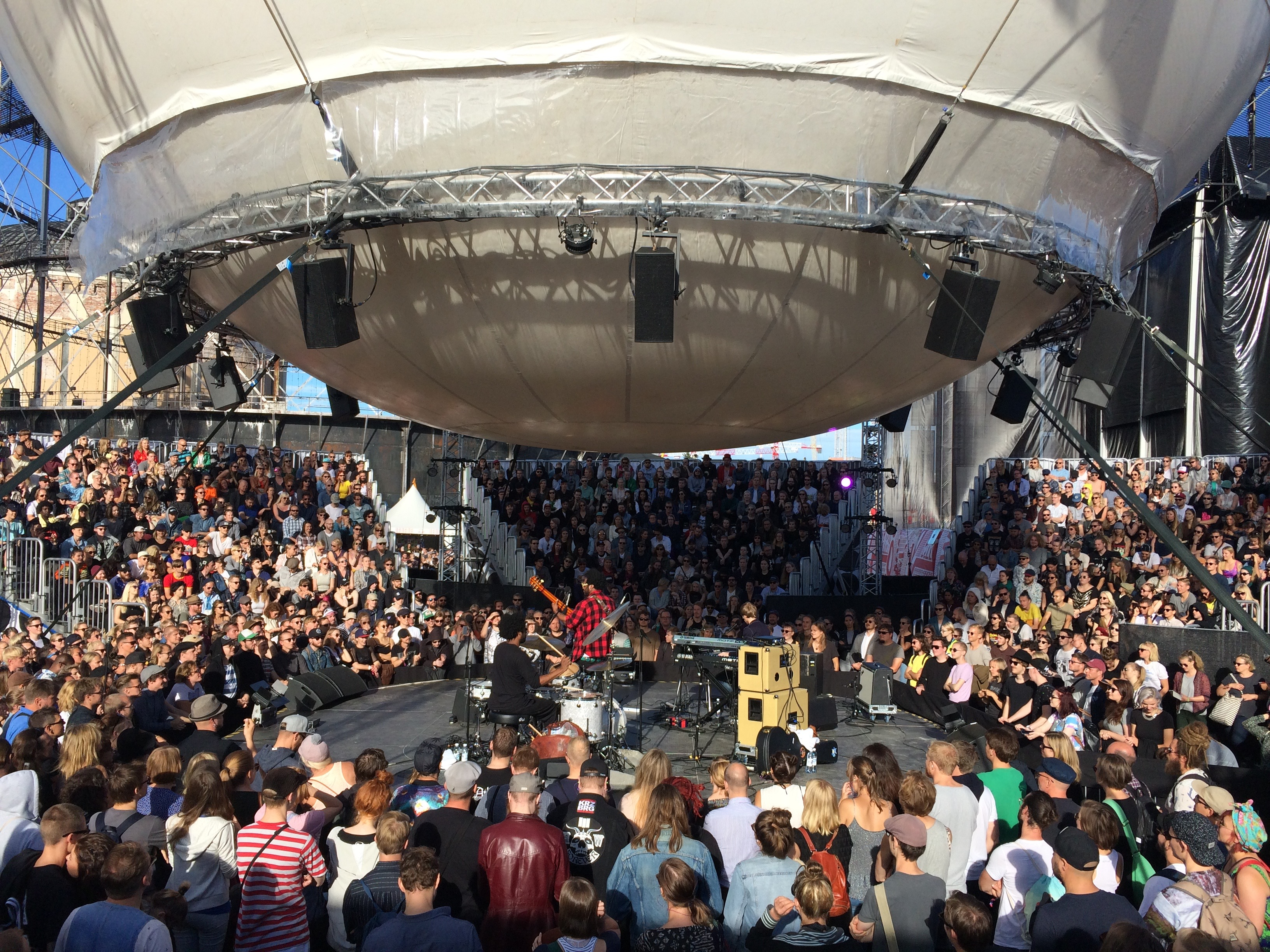
2016
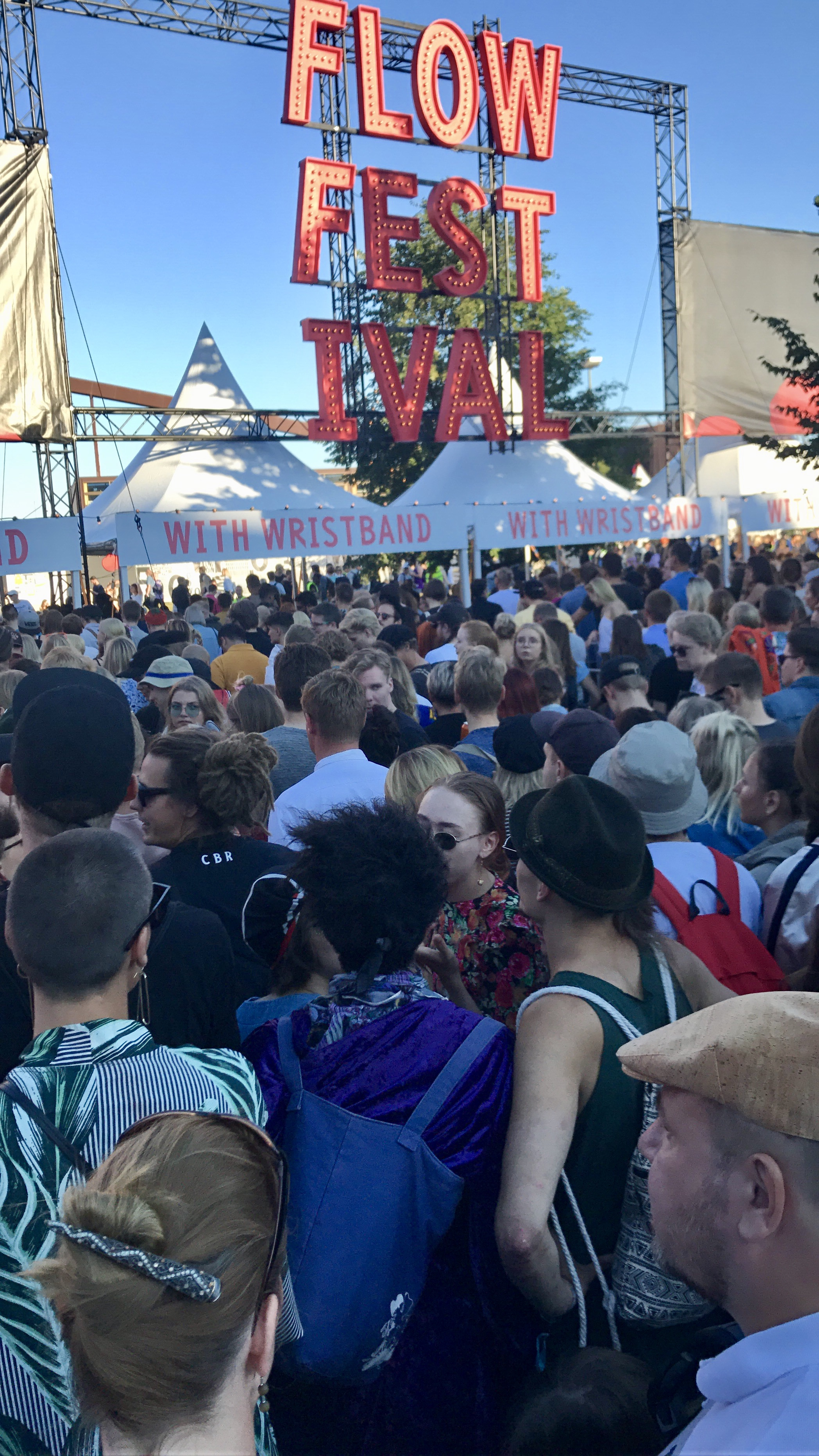
2017
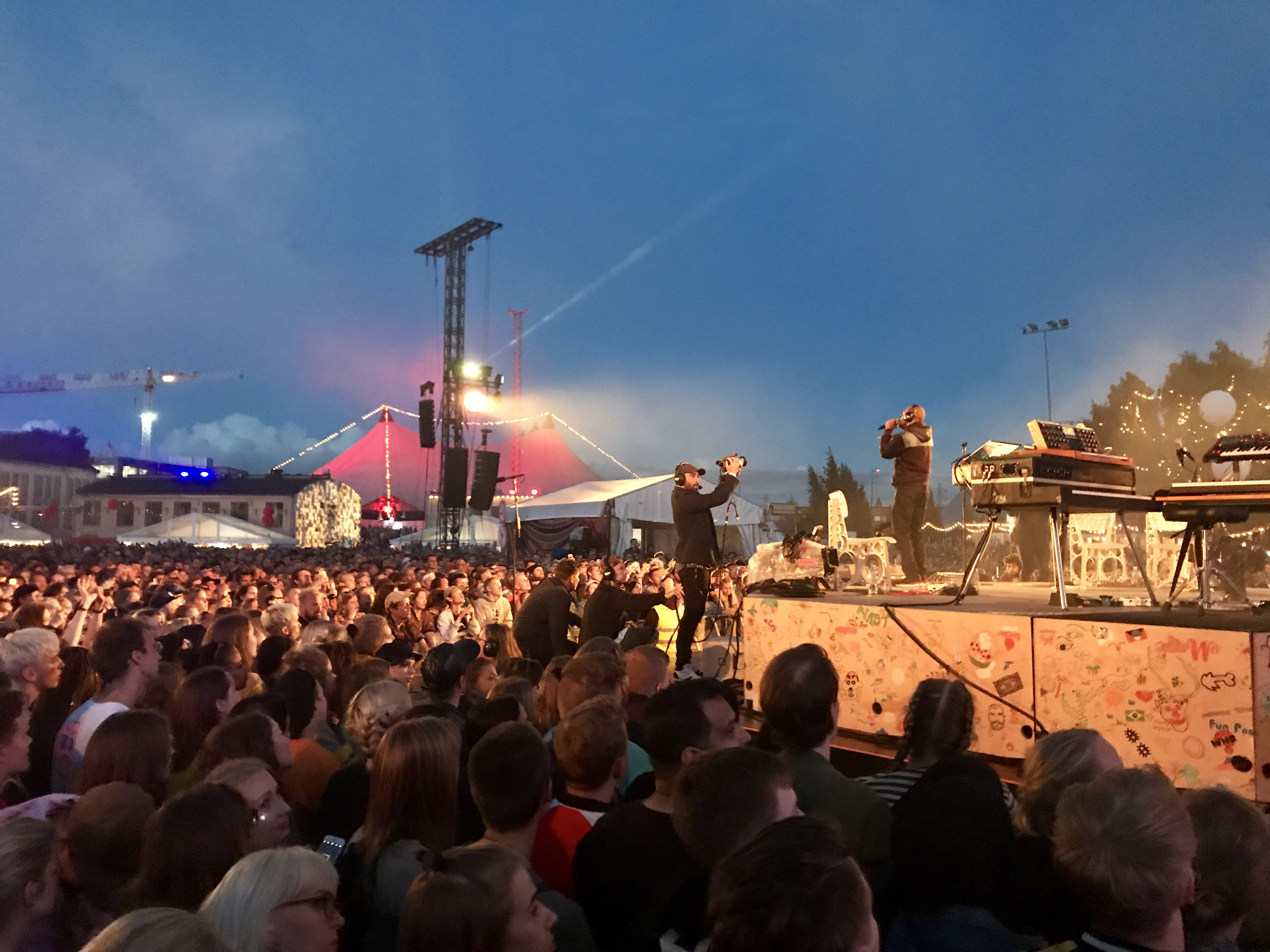
2017